# Пуласкі (Вісконсин)
Пуласкі (англ. Pulaski) — селище (англ. village) в США, в округах Браун, Шавано і Оконто штату Вісконсин. Населення — 3870 осіб (2020).

## Географія
Пуласкі розташоване за координатами 44°40′6″ пн. ш. 88°14′14″ зх. д. / 44.66833° пн. ш. 88.23722° зх. д. (44.668223, -88.237123).  За даними Бюро перепису населення США в 2010 році селище мало площу 7,17 км², з яких 7,07 км² — суходіл та 0,10 км² — водойми.

## Демографія
Згідно з переписом 2010 року, у селищі мешкало 3539 осіб у 1418 домогосподарствах у складі 934 родин. Густота населення становила 494 особи/км².  Було 1525 помешкань (213/км²).
Расовий склад населення:
| - 96,0 % — білих - 1,2 % — корінних американців - 0,5 % — азіатів - 0,3 % — чорних або афроамериканців |

До двох чи більше рас належало 1,3 %. Частка іспаномовних становила 1,9 % від усіх жителів.
За віковим діапазоном населення розподілялося таким чином: 28,8 % — особи молодші 18 років, 58,6 % — особи у віці 18—64 років, 12,6 % — особи у віці 65 років та старші. Медіана віку мешканця становила 33,6 року. На 100 осіб жіночої статі у селищі припадало 93,9 чоловіків;  на 100 жінок у віці від 18 років та старших — 89,8 чоловіків також старших 18 років.
Середній дохід на одне домашнє господарство  становив 62 929 доларів США (медіана — 51 131), а середній дохід на одну сім'ю — 81 599 доларів (медіана — 70 000). За межею бідності перебувало 7,0 % осіб, у тому числі 3,9 % дітей у віці до 18 років та 17,7 % осіб у віці 65 років та старших.
Цивільне працевлаштоване населення становило 1670 осіб. Основні галузі зайнятості: освіта, охорона здоров'я та соціальна допомога — 26,7 %, виробництво — 24,3 %, роздрібна торгівля — 19,1 %.